# Tiaong
The Đô thị Tiaong (Filipino: Bayan ng Tiaong) là một đô thị hạng 1 ở tỉnh Quezon, Philippines.

### Các đơn vị hành chính
Tiaong, về mặt hành chính, được chia thành 31 khu phố (barangay).
| - Anastacia - Aquino - Ayusan I - Ayusan II - Behia - Bukal - Bula - Bulakin - Cabatang - Cabay - Del Rosario | - Lagalag - Lalig - Lumingon - Lusacan - Paiisa - Palagaran - Poblacion I - Poblacion II - Poblacion III - Poblacion IV | - Quipot - San Agustin - San Isidro - San Jose - San Juan - San Pedro - Tagbakin - Talisay - Tamisian - San Francisco |